# Новоандріївська сільська рада (Новгородківський район)
| Новоандріївська сільська рада — колишній орган місцевого самоврядування у Новгородківському районі Кіровоградської області з адміністративним центром у с. Новоандріївка. Сільській раді підпорядковані населені пункти: - с. Новоандріївка - с. Бережинка - с. Веселе - с. Перше Травня - с. Рибчине |

## Склад ради
Рада складається з 12 депутатів та голови.

### Керівний склад ради
| ПІБ                         | Основні відомості                                                 | Дата обрання | Дата звільнення |
| --------------------------- | ----------------------------------------------------------------- | ------------ | --------------- |
| Братухін Володимир Іванович | Сільський голова, 1956 року народження, освіта, безпартійний      | 26.03.2006   | 31.10.2010      |
| Братухін Володимир Іванович | Сільський голова, 1956 року народження, освіта вища, безпартійний | 31.10.2010   | 05.11.2015      |
| Іщенко Андрій Леонідович    | Сільський голова, 1981 року народження                            | 05.11.2015   |                 |
| Єфімова Марія Михайлівна    | Сільський голова, 1965 року народження                            |              |                 |

Примітка: таблиця складена за даними джерела

## Населення
Згідно з переписом УРСР 1989 року чисельність наявного населення сільської ради становила 1097 осіб, з яких 484 чоловіки та 613 жінок.
За переписом населення України 2001 року в сільській раді мешкало 1146 осіб.

### Мова
Розподіл населення за рідною мовою за даними перепису 2001 року:
| Мова       | Відсоток |
| ---------- | -------- |
| українська | 94,88 %  |
| російська  | 2,91 %   |
| білоруська | 1,50 %   |
| молдовська | 0,44 %   |
| вірменська | 0,18 %   |
| угорська   | 0,09 %   |